# Ветер (галера)
«Ветер» или «Ветр» — галера Азовского флота России, построенная кумпанством Троице-Сергиева монастыря.

## Описание галеры
Одна из 18 деревянных галер, построенных для нужд Азовского флота кумпанствами. Проектная длина галеры должна была составлять 38,1 метра, а ширина — 7,3 метра, в действительности же, как и у других таких галер размеры, размеры судна не соответствовали проектным.
Галера помимо парусного вооружения была оборудована 14 парами вёсел, а её артиллерийское вооружение могли составлять от 21 до 27 орудий, из которых шесть 12-фунтовых пушек и от 15 до 21 фальконета.

## История службы
Галера «Ветер» была заложена на стапеле Воронежского адмиралтейства в 1697 года и после спуска на воду в 1699 году вошла в состав Азовского флота России.
В кампанию 1711 года галера под командованием капитана галерного флота Яна Мурганта входила в состав эскадры под общим командованием вице-адмирала К. И. Крюйса, которая находилась в готовности к выходу в море. При передаче Азова Турции в августе того же года была переведена в Черкасск.
По окончании службы после 1716 года галера «Ветер» была разобрана.

### Комментарии
1. ↑  Или 14 банок[2].
2. ↑  В русских документах также упоминается как Иван Петров[5].